# Dubbel koor (kerkbouw)

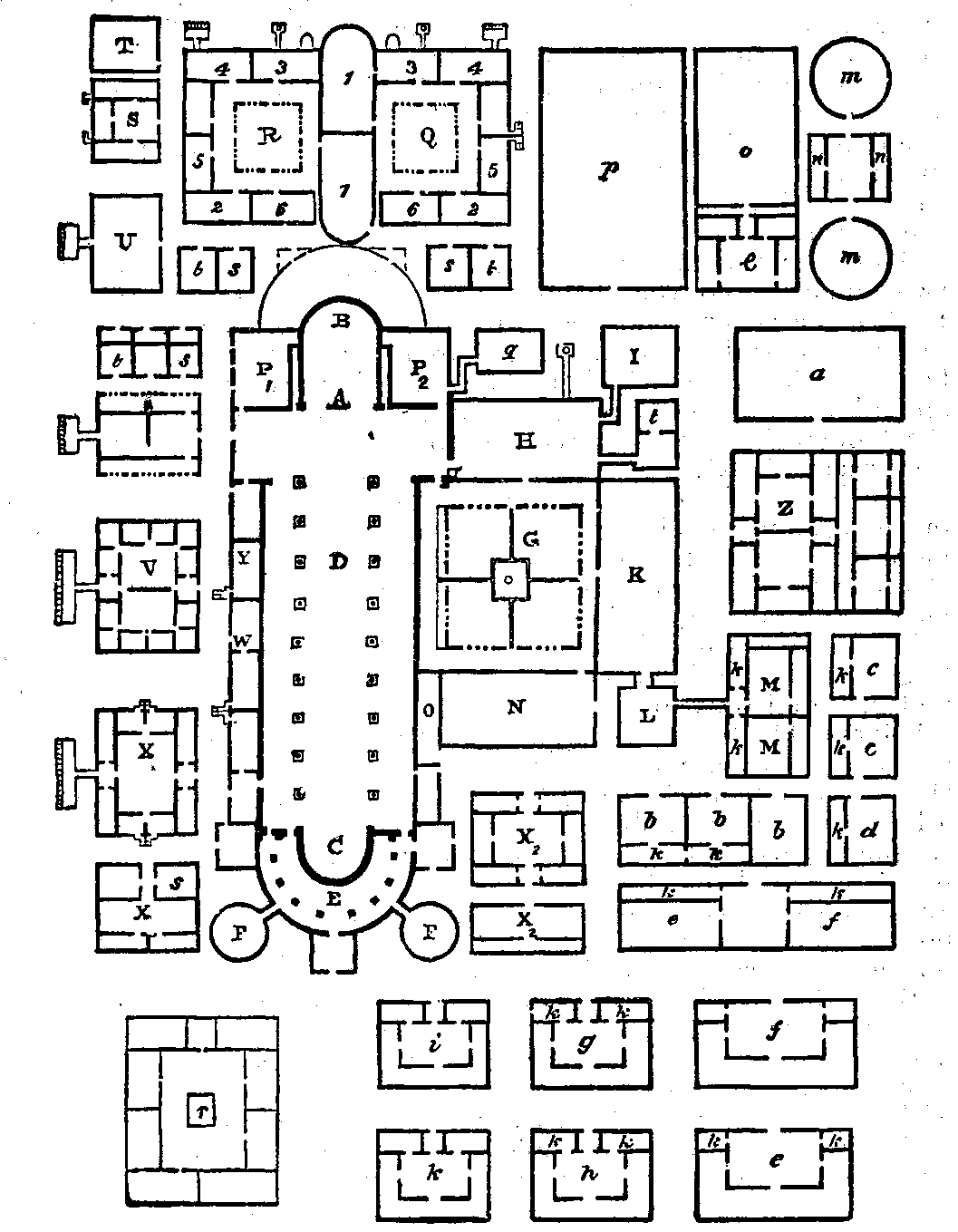
De plattegrond van de abdij van Sankt Gallen. In de kerk is het oostkoor met B aangeduid, het westkoor met C.

De term dubbel koor duidt op de aanwezigheid van een tweevoudig koor in een kerk. Naast het gebruikelijke oostkoor is er in dit geval ook aan de westzijde van het kerkgebouw een koor aanwezig.

## Ontstaan
Sinds ongeveer de vijfde eeuw is binnen de Latijnse Kerk het koor op het oosten georiënteerd. Tijdens de Karolingische periode wordt de liturgie uitgebreid en geïntensiveerd. Belangrijke veranderingen rond de doop en het begrafenisritueel en het instellen van kanunniken en processies maakten dat de kerkruimte aan verschillende erediensten onderdak moest bieden. De grote kloosterkerken en kathedralen die in deze periode gebouwd werden, kregen daarom vaak een dubbel koor.

## Symmetrisch type
De oudste van dit type kerken had alleen maar een apsis aan zowel de oost- als de westzijde van het kerkgebouw. Een beroemd voorbeeld is de Abdij van Sankt Gallen. Hiervan is een ideale plattegrond uit ca. 820 overgeleverd. De kerk bezit hier een oostkoor voor de mis en de koorgebeden. Het westkoor is ingericht voor de doop.
In de romaanse bouwkunst werd het dubbel koor veelvuldig toegepast. Vooral in kathedralen in het Heilige Roomse Rijk is het vaak aan te treffen. De kathedralen van Trier, Bamberg, Worms, Mainz en Naumburg hebben alle een dubbel koor. Vaak hebben de twee koren ieder een eigen patrocinium. Zo is in Bamberg het westkoor aan Petrus gewijd en het oostkoor aan Sint-Joris.
Vaak komt het dubbel koor voor in combinatie met een dubbelkruisvormige aanleg. De kerk heeft dan aan beide zijden zowel een koor als een transept.

## Westwerk
Naast dit symmetrische type met twee ongeveer gelijkvormige koren bestaan er ook kerken waarbij het westkoor zich in het westwerk bevindt. Hier ligt het westkoor vaak hoger en is kleiner dan het oostkoor. De term dubbel koor wordt over het algemeen voorbehouden aan het symmetrische type.

## Galerij

Plattegronden van kerken met een dubbel koor
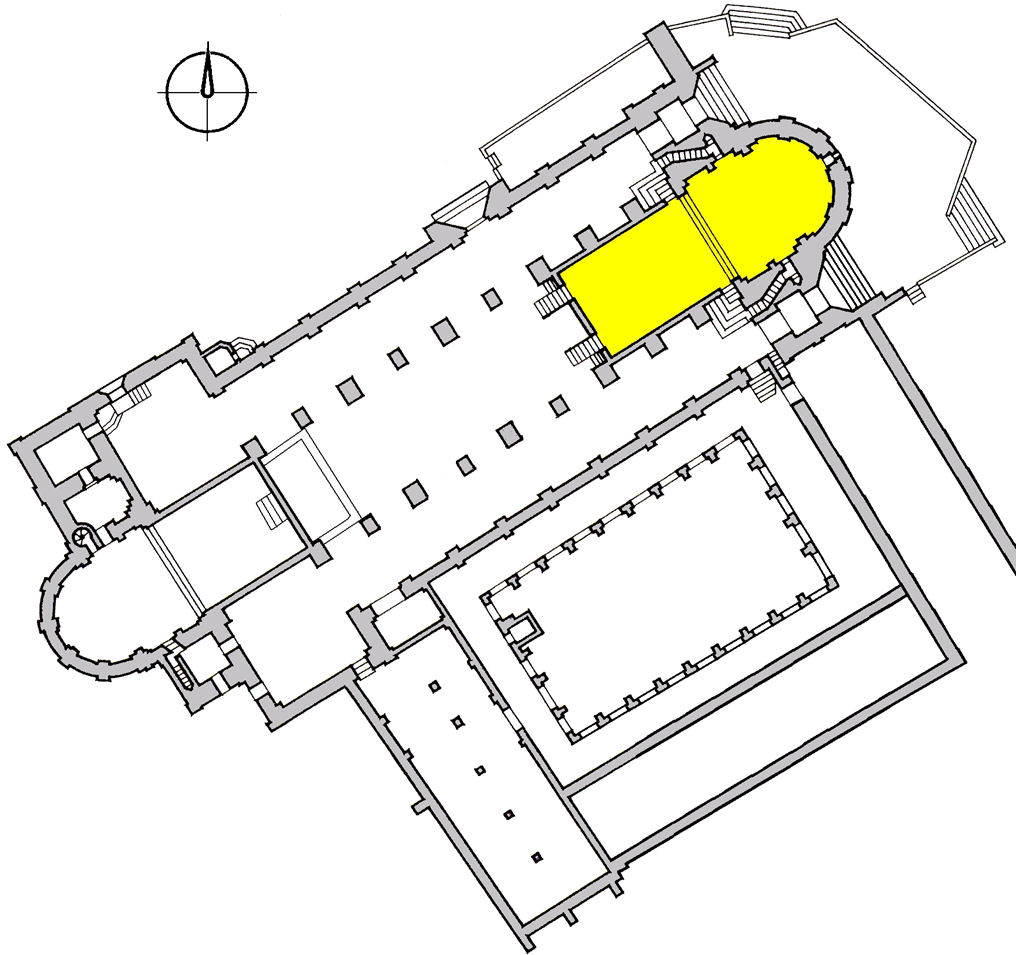
De kathedraal van Bamberg met in geel het oostkoor
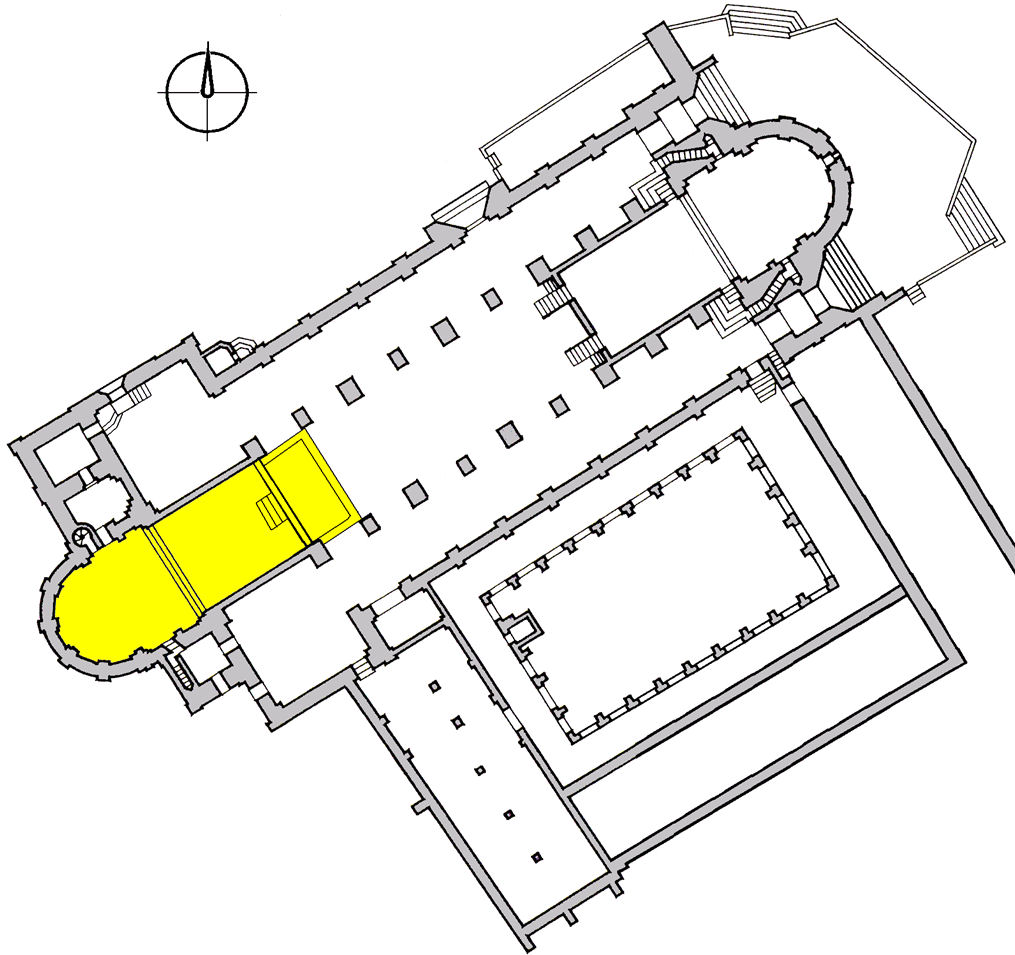
De kathedraal van Bamberg met in geel het westkoor
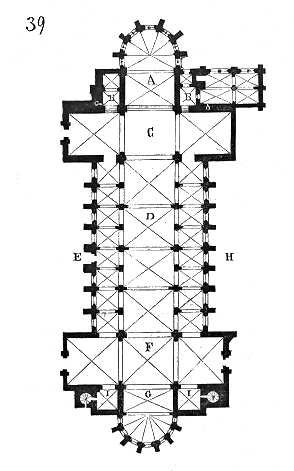
De romaanse voorloper van de kathedraal van Verdun met een dubbelkruisvormige aanleg.
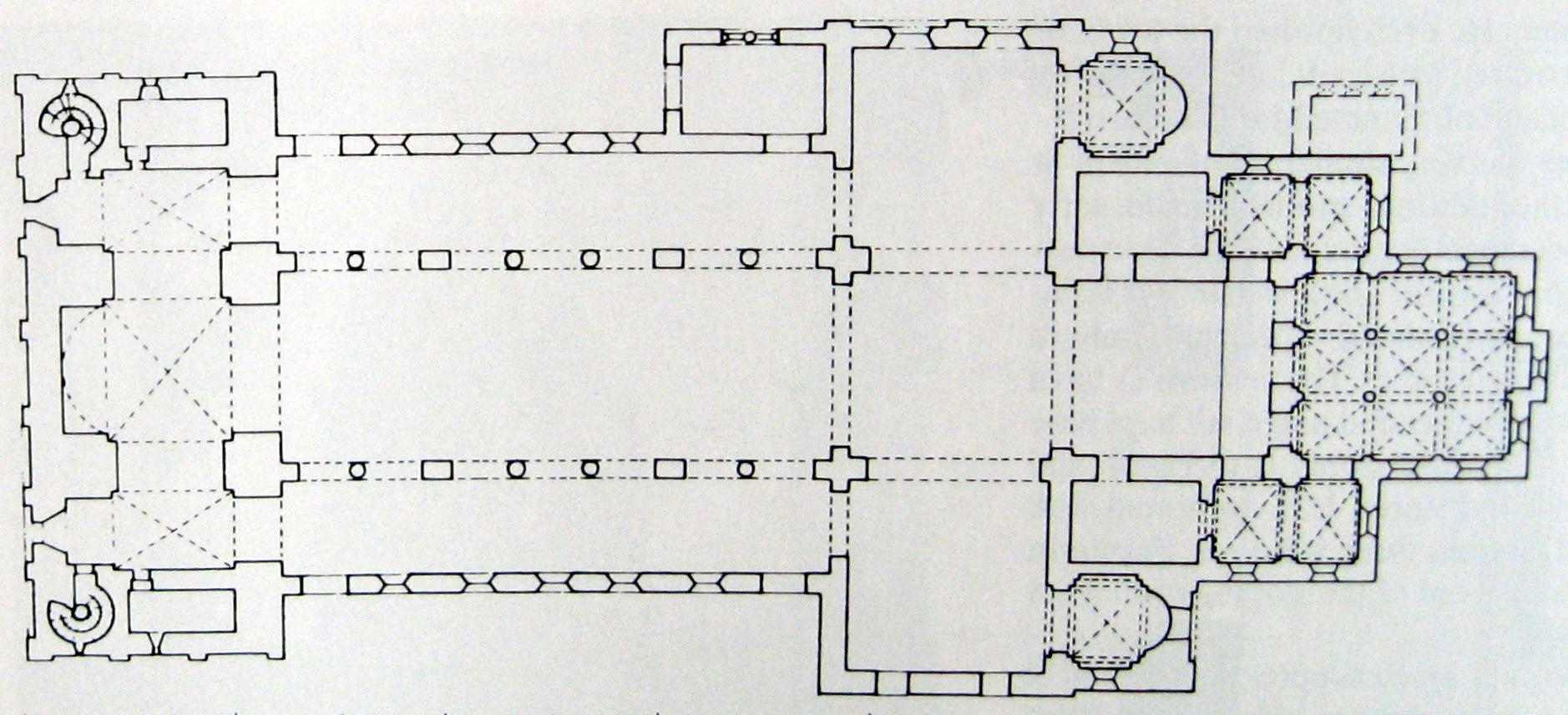
De Sint-Bartolomeüskerk in Luik met een oostkoor en een westkoor in het westwerk (links)